# 到达域

是一個將所有定義域(紅色區塊)中的點對應到點的函數。蒐集所有點的集合(黃色區塊)為函數的值域，(藍色區塊)為的對應域。

對應域（英語：Codomain），或稱為陪域、餘定義域、上域、终域、共变域、目標集合。
在數學領域中，一個函數的對應域指的是至少包含所有此函數的輸出值的一個集合。在函數符號{\displaystyle f\colon X\rightarrow Y}中，{\displaystyle Y}是函數{\displaystyle f}的對應域。
{\displaystyle f}的值域是{\displaystyle Y}的一個子集，若{\displaystyle f}是一個滿射函數，則{\displaystyle f}的對應域和值域相等，反之則代表有{\displaystyle y\in Y}不存在於{\displaystyle f}的值域中，使得方程式{\displaystyle f(x)=y}無解。

## 例

### 例一
定義三個函數：
{\displaystyle f\colon \mathbb {R} \rightarrow \mathbb {R} ,\ f(x)=x^{2}}
{\displaystyle g\colon \mathbb {R} \rightarrow \mathbb {R} _{0}^{+},\ g(x)=x^{2}}
{\displaystyle h\colon \mathbb {R} _{0}^{+}\rightarrow \mathbb {R} ,\ h(x)={\sqrt {x}}}
其中{\displaystyle \mathbb {R} _{0}^{+}=\mathbb {R} ^{+}\cup \{0\}}。
1. 因為{\displaystyle f(x)=x^{2}}，函數{\displaystyle f}的輸出值皆為非負數，所以{\displaystyle f}的值域為{\displaystyle \mathbb {R} _{0}^{+}}，也就是{\displaystyle [0,\infty )}區間。又因{\displaystyle \mathbb {R} _{0}^{+}\subset \mathbb {R} }，即{\displaystyle f}的對應域不等於值域，所以{\displaystyle f}不是一個滿射函數。
2. 雖然{\displaystyle f}和{\displaystyle g}函數的輸出值相同，但因為兩者的對應域不同，因此不是相同的函數。
3. 因為{\displaystyle f}的對應域不等於{\displaystyle h}的定義域，合成函數 {\displaystyle h\circ f}為無效的函數。唯有合成符號右側函數的對應域和左側函數的定義域相同時，該合成函數才有效，例如{\displaystyle h\circ g}。

### 例二
定義{\displaystyle T}為介於兩個線性空間的線性變換：
{\displaystyle T:\mathbb {R} ^{2}\rightarrow \mathbb {R} ^{2}}
{\displaystyle T}也可以被表達成一個2×2的實數矩陣，代表一個從定義域{\displaystyle \mathbb {R} ^{2}}到對應域{\displaystyle \mathbb {R} ^{2}}的對應方式。
假設
{\displaystyle T={\begin{bmatrix}1&0\\1&0\end{bmatrix}}}
則代表把所有定義域中的點{\displaystyle (x,y)\in \mathbb {R} ^{2}} 對應到對應域中的點 {\displaystyle (x,x)\in \mathbb {R} ^{2}}。由於{\displaystyle T}的值域只蒐集了所有{\displaystyle x=y}的點，例如點{\displaystyle (2,3)}不在{\displaystyle T}的值域中，但在{\displaystyle T}的對應域{\displaystyle \mathbb {R} ^{2}}中，因此{\displaystyle T}不是一個滿射函數。
在此例中，2×2的矩陣在秩（rank）等於2時，為滿射函數，小於2時則非。對應域和值域是否相等可做為判斷矩陣是否有滿秩（full rank）的依據，因為{\displaystyle T}的值域小於對應域，所以{\displaystyle T}沒有滿秩。